# هنري هالسي نويز
هنري هالسي نويز (بالإنجليزية: Henry Halsey Noyes)‏ هو ناشر أمريكي، ولد في 1910، وتوفي في 22 يونيو 2005.